# Martyn Pouchkar
 (décembre 2019).
Si vous disposez d'ouvrages ou d'articles de référence ou si vous connaissez des sites web de qualité traitant du thème abordé ici, merci de compléter l'article en donnant les références utiles à sa vérifiabilité et en les liant à la section « Notes et références ».
Martyn Pouchkar, né en 1598 à Ovroutch (Pologne-Lituanie) et mort en juin 1658 près de Poltava, est le colonel (polkovnik) du régiment de Poltava (en) de l'armée zaporogue (en) de 1648 à 1658.